# Sports Complex (metropolitana di Seul)
Sports Complex (종합운동장역 - 綜合運動場, Jonghap Undongjang-yeok ) è una stazione della metropolitana di Seul servita dalla linea 2, e attuale capolinea della linea 9, in attesa dell'estensione verso est.

## Linee
Seoul Metro
● Linea 2 (Codice: 218)
Metro 9
● Linea 9 (Codice: 930)

## Struttura
La stazione, sotterranea, funge da interscambio per le due linee. Per quanto riguarda la linea verde, possiede due binari passanti con due banchine laterali dotate di porte di banchina a protezione dei treni. Sono presenti due mezzanini separati, uno per senso di marcia, e quindi una volta superati i varchi di accesso non è possibile cambiare direzione. La linea 9, a un livello inferiore, possiede due banchine, una per i treni espressi, e una per i locali.
Linea 2
| Circ. interna | ● Linea 2 | per Seolleung, Gangnam, Gyodae e Sadang       |
| Circ. esterna | ● Linea 2 | per Jamsil, Geondae-ipku, Seongsu e Wangsimni |

Linea 9
| Servizi locali   | ● Linea 9 | Locali per Autostazione Extraurbana, Noryangjin, Yeouido, Dongjak, Gimpo Aeroporto e Gaehwa |
| Servizi espressi | ● Linea 9 | Espressi per Autostazione Extraurbana, Noryangjin, Yeouido e Gimpo Aeroporto                |

## Stazioni adiacenti
| «         | Servizio        | »         |
| Linea 2   | Linea 2         | Linea 2   |
| --------- | --------------- | --------- |
| Sincheon  | -               | Samseong  |
| Linea 9   |                 |           |
| Bongeunsa | Locale (일반)   | Capolinea |
| Bongeunsa | Espresso (급행) | Capolinea |